# Мін Долья
Мін Долья (*бірм. မင်းဒေါလျ; 1456 — 1492) — 4-й володар М'яу-У у 1482—1492 роках. У бенгальців  відомий як Матху-шах. Мав прізвисько Сінбюшин (Володар білого слона).

## Життєпис
Старший син Ба Сопхью, володаря М'яу-У. Народився 1454 року. 1482 року невдаволений рішенням батька оголосити спадкоємцем троном його молодшого зведеного брата Гамані відправив слугу, що вбив Ба Сопхью. За цим захопив трон.
Виявив політичний та військовий хист. Скорситався подальшим розгардіяжем в Бенгальському султанаті задля розширення володінь на захід від Читтагонга. Також успішно діявпроти держави Гантаваді на сході. 1492 рокуздійснив невдалий похід до Читтагонзьких гір, а на зворотньому шляху загинув. Трон перейшов до його стрийка Ба Сонйо.